# Fquih Ben Salah
Fquih Ben Salah (en àrab الفقيه بن صالح, al-Faqīh ibn Ṣālaḥ; en amazic ⴼⵇⵉⵀ ⴱⴻⵏ ⵚⴰⵍⴻⵃ) és un municipi de la província de Fquih Ben Salah de la regió de Béni Mellal-Khénifra, al Marroc. Segons el cens de 2014 tenia una població total de 102.019 persones.